# وسام الصوص
وسام الصوص لاعب كرة سلة أردني وأحد أفراد المنتخب الأردني لكرة السلة الذي تأهل لنهائيات كأس العالم 2010 في تركيا. يحمل قميص رقم 11 في المنتخب. انتقل إلى نادي العلوم التطبيقية (وصيف الدوري الممتاز) بأغلى صفقة انتقال عام 2009.

## روابط خارجية
- وسام الصوص على موقع الاتحاد الدولي لكرة السلة (الإنجليزية)
- وسام الصوص على موقع كرة السلة الأوروبية.كوم (الإنجليزية)
- وسام الصوص على موقع ريلجم (الإنجليزية)
- وسام الصوص على موقع بروبوليرز (الإنجليزية)
- وسام الصوص على موقع سبورتس رفرنس (الإنجليزية)